# Королевские выборы в Речи Посполитой (1587)

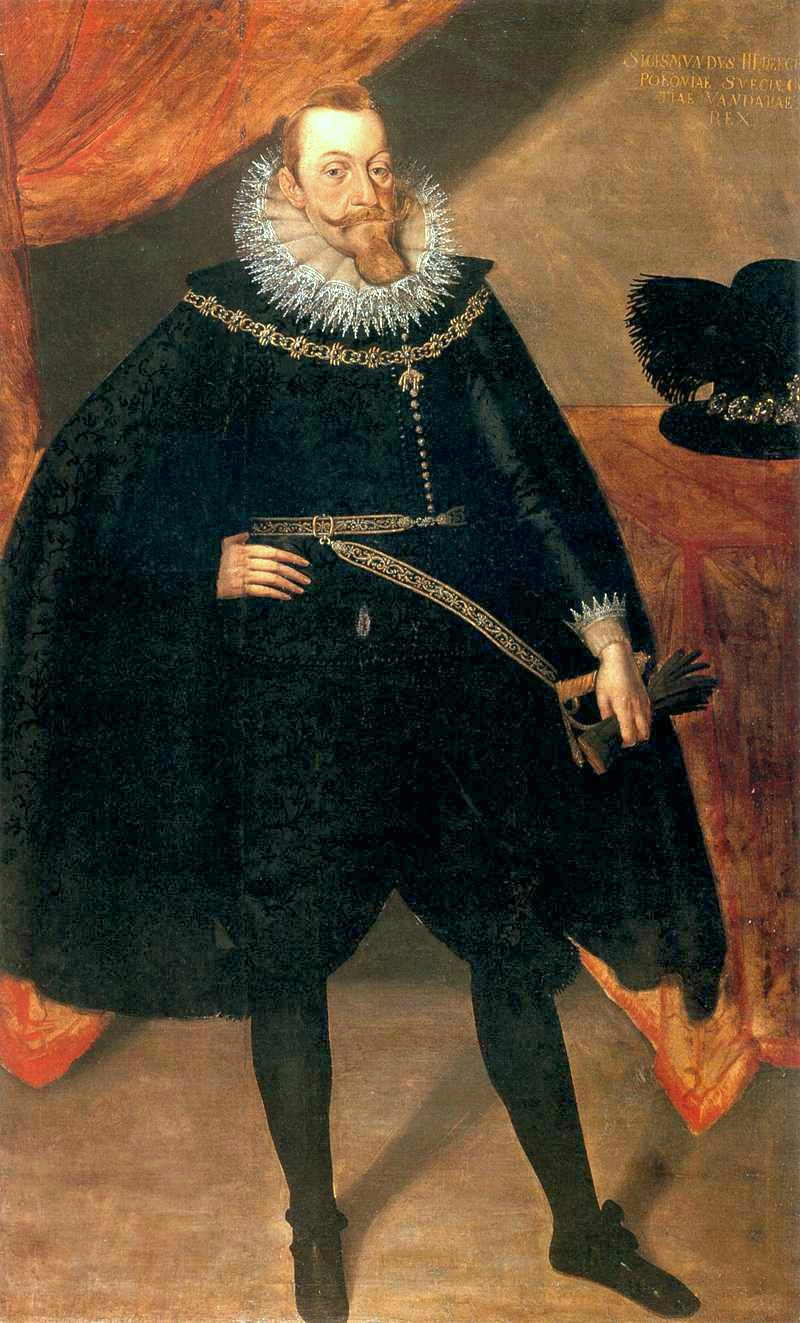
Кандидат в короли Речи Посполитой Сигизмунд Ваза

Королевские выборы в Речи Посполитой 1587 года — выборы великого князя литовского и короля польского в Речи Посполитой, прошедшие в 1587 году. Победу одержал Сигизмунд Ваза. Попытка другого кандидата Максимилиана Габсбурга захватить власть силой закончилась его сокрушительным поражением.

## Избирательная система
Основная статья: Элекционный сейм

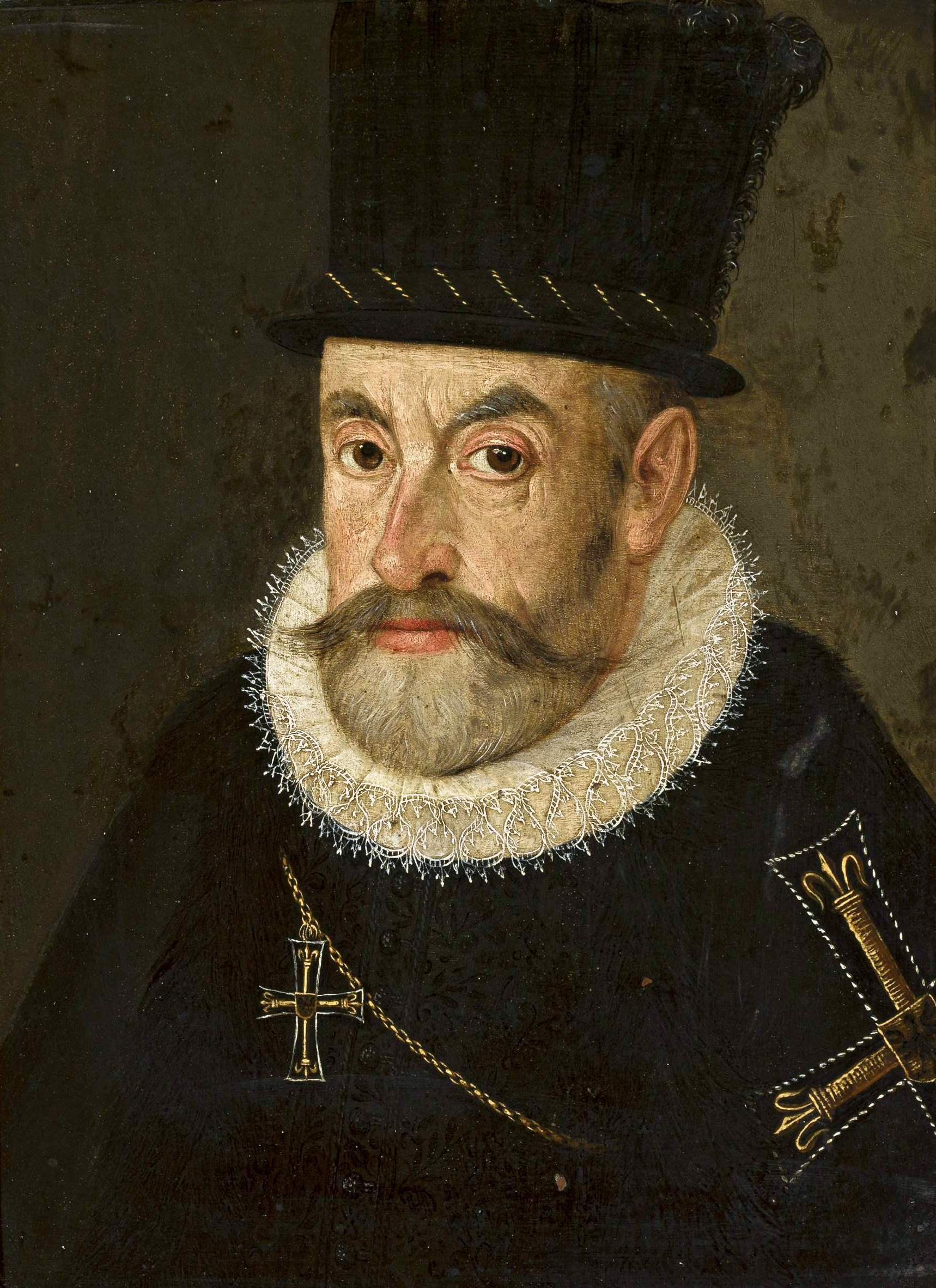
Кандидат в короли Речи Посполитой Максимилиан Габсбург

Этапы избрания монарха в Речи Посполитой в эпоху выборной монархии:
- Конвокационный сейм — на этом этапе назначалось место и дата выборов короля, обозначались условия, предъявляемые к кандидатам на престол.
- Элекционный сейм — на этом этапе проводились выборы нового монарха, путём его прямого избрания всей шляхтой, явившейся на элекционный сейм.
- Коронационный сейм — на этом этапе новый король подтверждал условия, на которых произошло его избрание (см. Pacta conventa и Генриковы артикулы)[2].

## Конвокационный сейм
1 февраля 1587 года начал работать конвокационный сейм, созванный примасом Станиславом Карнковским. Этот сейм проходил вплоть до 9 марта 1587 года. Маршалком сейма был воевода плоцкий Станислав Уханьский.
Во время этого мероприятия обострились противоречия между религиозными группировками. Предпосылки для этого появились еще в январе 1587 года, когда Папа Римский Сикст V убеждал вице-канцлера, перемышльского епископа Альберта Барановского поспособствовать тому, чтобы религиозная конфедерация 1573 года, которая гарантировала религиозную свободу и безопасность для разноверцев, не была включаема в присяжную формулу нового короля. Вдохновившись этим, католики выступили против включения в генеральную конфедерацию пункта о веротерпимости, признанного конфедерациями предыдущих двух бескоролевий. Православные и протестанты, в свою очередь, требовали подтверждения религиозной конфедерации 1573 года. Противостояние нарастало. Примас и епископы попытались остаться в стороне от этого противоборства, они отказались участвовать в сеймовом обсуждении вопроса о веротерпимости под предлогом болезни. Только львовский архиепископ Соликовский и каменецкий епископ Лаврентий Гослицкий посещали заседания сената Речи Посполитой. Тем временем, 7 марта 1587 года земские послы составили конфедерацию, по условиям которой решение вопроса о положении сторонников различных религиозных направлений было отложено на элекционный сейм. Однако большинство епископов не желали скреплять своими подписями и печатями эту конфедерацию. В ответ протестанты в Сенате и Посольской избе стали выступать против католического духовенства и иезуитов. Однако до вооруженного противостояния не дошло. Положение спас каменецкий епископ Гослицкий, он согласился подписать конфедерацию с замечанием, что делает это «ради блага мира». Далее религиозная конфедерация подтверждалась особыми сеймиковыми постановлениями по отдельным воеводствам. Таким образом, Варшавская генеральная конфедерация 1587 года не изменила к худшему юридическое положение разноверцев, оставив все как было. Тем не менее, в некоторых воеводствах ее опротестовали. Однако все же этот документ сохранил за собой силу закона.

## Кандидаты

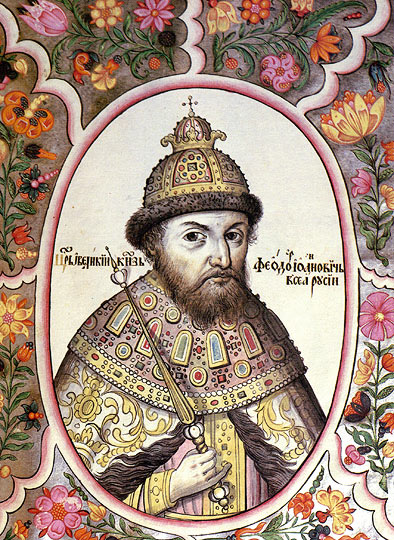
Кандидат в короли Речи Посполитой Федор Иоаннович

См. также: Избирательная кампания Федора Иоанновича
На конвокационном сейме стали формироваться группировки сторонников того или иного кандидата.
На королевских выборах в Речи Посполитой 1587 года были следующие кандидаты:
- Сигизмунд Ваза — шведский принц. Принадлежал к династии Ваза по отцовской линии, а также к династии Ягеллонов по материнской линии[9]. Его выдвинула Анна Ягеллонка. В число его сторонников входил гетман Ян Замойский, ставший сторонником Сигизмунда на элекционном сейме. Избрание шведского принца на престол Речи Посполитой могло дать этой державе следующие выгодные условия: союз со Швецией, возвращение Эстонии, свободу судоходства по Балтийскому морю[6]. Между тем, для православного и протестантского населения Речи Посполитой избрание Сигизмунда Вазы не означало ничего хорошего, так как Сигизмунд был воспитан иезуитами и являлся сторонником распространения католицизма на землях Речи Посполитой[3].
- Максимилиан Габсбург — австрийский герцог. Принадлежал к династии Габсбургов[10][11]. Видеть на престоле Речи Посполитой представителя династии Габсбургов желали братья Зборовские, епископ виленский Ежи Радзивилл, воевода познанский Станислав Гурка, Станислав Чарнковский. Эти люди получили финансирование от императора Священной Римской империи Рудольфа II[5]. Главным недостатком избрания представителя династии Габсбургов на престол Речи Посполитой было то, что их прокатолическая позиция могла привести к обострению противоречий между католиками и другими религиозными конфессиями[6].
- Матвей Габсбург — представитель династии Габсбургов[7].
- Эрнст Габсбург — эрцгерцог Австрийский, представитель династии Габсбургов[8].
- Фердинанд II Габсбург — эрцгерцог Австрийский, представитель династии Габсбургов[8].
- Фёдор Иванович — царь всея Руси и великий князь Московский. Принадлежал к династии Рюриковичей[12]. Фёдора Ивановича поддерживали магнаты Великого княжества Литовского, полагавшие его избранием установить прочный мир с Русским царством, в противостоянии с которым литовские земли сильно пострадали во время Ливонской войны. Помимо этого, в союзе с Россией литвины видели возможность огородиться от активно нараставшей полонизации[6]. Кандидатуру Фёдора Иоанновича инициировали Радзивиллы, рассчитывавшие, что проблемы со здоровьем и система шляхетской демократии не позволят ему единолично управлять страной. Под сенью русского царя Радзивиллы планировали установить свою власть над Литвой. Но проблемы с приездом из России, некатолическим вероисповеданием и изменением титула осложняли избрание Фёдора Иоанновича на трон Речи Посполитой[13].
- Альфонсо II д’Эсте — герцог Феррары и Модены. Представитель рода Эсте. Кандидатом в короли Речи Посполитой его неофициально выдвинул король Франции и по совместительству сам бывший король Речи Посполитой Генрих III Валуа[8].
- Франческо I Медичи — великий герцог Тосканы. Представитель рода Медичи[8].
- Балтазар Баторий — представитель династии Баториев, племянник Стефана Батория. Имел поддержку со стороны Османской империи[8].
- Алессандро Фарнезе — герцог Пармы и Пьяченцы, представитель рода Фарнезе[8].

Среди шляхты Королевства Польского были те, кто выступал за избрание королем Речи Посполитой представителя польской княжеской династии Пястов. Однако у такого варианта развития событий было, как минимум, два препятствия. Во-первых, подходящего кандидата из этой династии не нашлось. Во-вторых, в Великом княжестве Литовском было много противников короля из династии Пястов, что грозило распадом Речи Посполитой при избрании короля Пяста.

## Элекционный сейм

### Ход сейма

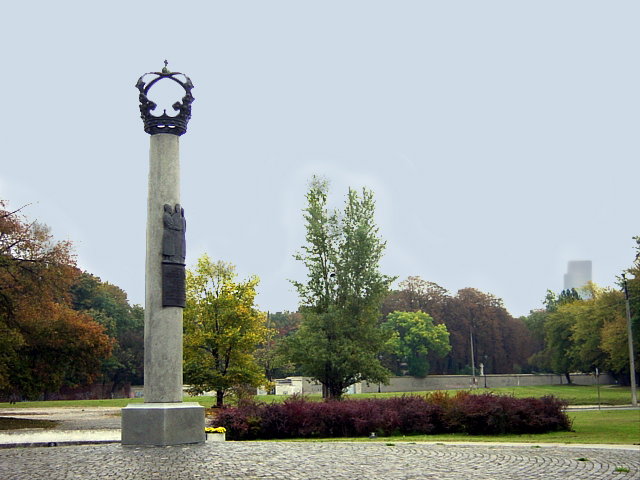
Обелиск на месте проведения элекционного сейма в наши дни

30 июня 1587 года начался элекционный сейм, проходивший на поле у Воли. Сейм проходил до 19 августа 1587 года.
Вокруг поля, на котором проходил данный сейм, магнаты Речи Посполитой разместили свои собственные вооруженные отряды.
Шляхтичи, приехавшие на сейм, разделились на две группировки. Одна из них поддерживала гетмана Яна Замойского, вторая — кандидата в короли Речи Посполитой Максимилиана Габсбурга и братьев Зборовских. Первая группировка выбрала маршалком сейма Павла Ожеховского, вторая — Каспера Дембинского.
Ситуация во время данного сейма была достаточно напряженной. По ряду вопросов, поднятых на данном мероприятии, вспыхнули затяжные дискуссии. Одним из дискуссионных вопросов был вред, который Замойский нанес Зборовским. Помимо прочего, Замойского обвиняли в убийстве Самуила Зборовского. Этот вопрос обсуждали в первые недели сейма. 27 июля обвинения чуть было не переросли в вооруженное противостояние. Обе группировки собрали свои вооруженные отряды на поле и стали готовиться к бою. Однако в разборках между двумя группировками было принято посредничество примаса Станислава Карнковского, каменецкого епископа Гослицкого и воеводы сандомирского Станислава Шафранца, это позволило предотвратить вооруженное противостояние. Чуть позже был застрелен каноник иновроцлавский Бжезинский. Убийца, предположительно, целившийся в Замойского или кого-то из его свиты, сразу после выстрела крикнул: «Не тебя хотел!». На этом конфликты не закончились. Баркулабовская летопись фиксирует конфликты и убийства на элекционном сейме. В частности, данная летопись сообщает о семи сотнях невинно убитых во время сейма.
Крайне ожесточенные дискуссии вспыхнули по вопросам об уврачевании ран (vulnera) государства и исправлении законов, об устранении правонарушений (exorbitancyi).
На элекционный сейм были направлены послы из Русского царства — князь Фёдор Троекуров и Степан Годунов, — чтобы представить кандидатуру царевича Фёдора Иоанновича. Однако они приехали без значительных сумм денежных средств, которые можно было использовать для подкупа шляхты. 4 августа их встретил Лев Сапега со шляхтичами-сторонниками русского царя, уже тогда послы оттолкнули многих сторонников Фёдора тем, что, общаясь со шляхтичами, не соглашались практически ни на какие требования шляхты. Среди условий были однозначно неприемлемые для русской стороны, согласно которым Фёдор Иоаннович, заняв престол, должен был принять католицизм, а сейм — принимать самые важные решения во внешней политике Речи Посполитой. В итоге Фёдор так и не участвовал в выборах.
19 августа посольство Великого княжества Литовского потребовало подписать вечный мир с Русским царством, аргументируя это тем, что это самый важный вопрос для Речи Посполитой. Поляки ответили отказом, после чего посольство ВКЛ покинуло сейм.
В итоге на выборах осталось два кандидата — Сигизмунд Ваза и Максимилиан Габсбург. Первого из них поддержала партия Замойского. Более того, на его сторону стал князь К. К. Острожский. Партия Зборовских стояла на стороне Габсбурга. На сейме правителем Речи Посполитой выбрали Сигизмунда Вазу.
Католическое духовенство на элекционном сейме выступило против принятия религиозной конфедерации, тем не менее, она была включена в Варшавский рецесс 1587 года, который ее утвердил (правда, судебный процесс и экзекуция против ее нарушителей выработаны не были). Сторонники Замойского, отвергавшие постановления конвокационного сейма, а значит и данную конфедерацию, согласились на ее включение в рецесс.

### После сейма
Основная статья: Австрийская интервенция в Польше (1587—1588)
21 августа делегаты от Великого княжества Литовского Я. Глебович, А. Валович, Л. Сапега опротестовали данные выборы, аргументируя это тем, что они нарушают условия Люблинской унии, согласно которым Великое княжество Литовское и Королевство Польское должны выбирать монарха Речи Посполитой вместе.
Между тем, Сигизмунд Ваза, получив приглашение приехать в Речь Посполитую, сделал это в начале октября 1587 года. Около города Гданьска (Данцига) в Оливском монастыре он произнес присягу на хранение всех тех условий, которые были выработаны при его избрании. Католические епископы представили ему торжественную протестацию против внесения пункта о религиозной конфедерации в королевскую присягу, суть протестации была в том, что королю необязательно соблюдать данную конфедерацию. Тем не менее, Сигизмунд не возражал против конфедерации.
Между тем, сторонники Максимилиана Габсбурга провозгласили его королем Речи Посполитой. Поддержку ему оказывали Зборовские. После этого он попытался захватить власть с помощью своей армии. Он попытался захватить Краков, но неудачно. В итоге ему пришлось отступить в спишское староство.

## Коронационный сейм
Коронационный сейм состоялся в Кракове. Данное мероприятие проходило с 10 декабря 1587 года по 20 января 1588 года. Маршалком сейма был судья и подстароста познанский Ян Гаевский. Коронация Сигизмунда Вазы состоялась 27 декабря 1587 года. Предметом споров на данном сейме стал вопрос о религиозной конфедерации. 27 декабря во время акта коронации примас Карнковский, шесть епископов и некоторые светские сенаторы и послы выступили против религиозной конфедерации и, особенно, против прибавлений к ней (судебный процесс и экзекуция для нарушителей конфедерации). Однако, по указанию сената, король присягнул на соблюдение всего, чего от него требовали относительно конфедерации и процесса против ее нарушителей. Тем не менее, вопрос о судебном процессе и экзекуции был отложен на следующий сейм.

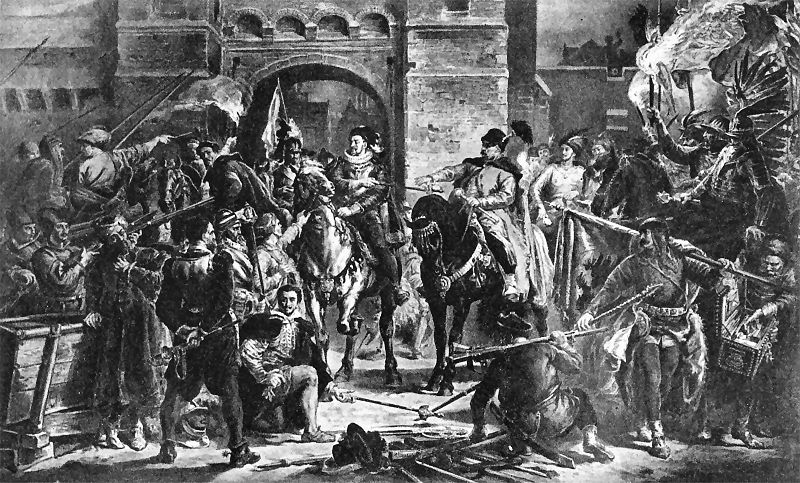
Битва под Бычиным

На коронационном сейме была принята 35-я конституция «О церковных имениях», которой на будущее время ограждалась неприкосновенность церковных имений от самочинных захватов. Конституция запрещала отчуждение церковных имений от церквей и монастырей, если этого не постановили органы власти Речи Посполитой. При незаконном отчуждении церковь могла требовать имения назад.

## Окончательный разгром Максимилиана и признание Сигизмунда Вазы ВКЛ
В январе 1588 года у Бычина великий канцлер коронный и великий гетман коронный Ян Замойский (сторонник Сигизмунда) разбил войско Максимилиана, взяв его в плен. 9 марта 1589 года Речь Посполитая и Австрия заключили Бендзинско-бытомский трактат. Максимилиан отказался от титула польского короля и от занятого в ходе боевых действий Спиша.
Делегация от Великого княжества Литовского не спешила признавать Сигизмунда Вазу правителем ВКЛ, требовала подтверждения перемирия с Русским царством от 25 августа 1587 года. После переговоров сенаторов ВКЛ и Королевства Польского, Сигизмунд согласился выполнить это требование. В итоге 28 января 1588 года ВКЛ признало Сигизмунда Вазу великим князем литовским.